# Una notte di 12 anni
Una notte di 12 anni (La noche de 12 años) è un film del 2018 scritto e diretto da Álvaro Brechner.
Basato sul libro Memorie dal calabozo, 13 anni sottoterra (Memorias del calabozo), il film racconta gli anni di prigionia e isolamento dei dirigenti tupamaros José "Pepe" Mujica, Mauricio Rosencof e Eleuterio Fernández Huidobro, interpretati rispettivamente da Antonio de la Torre, Chino Darín e Alfonso Tort.

## Trama
Nel 1973 in Uruguay, da poco diventato una dittatura militare, tre uomini appartenenti ai Tupamaros, un gruppo di guerriglia urbana, furono imprigionati nei calabozos, dove per oltre 12 anni subirono torture fisiche e psicologiche, in totale isolamento. Uno di questi tre uomini è José Mujica, futuro presidente uruguaiano.

## Distribuzione
Il film è stato presentato il 1º settembre 2018 nella sezione Orizzonti alla 75ª Mostra internazionale d'arte cinematografica di Venezia. È stato distribuito in Uruguay il 20 settembre 2018 e in Argentina la settimana seguente, mentre nelle sale cinematografiche spagnole ha debuttato il 23 novembre 2018 e in Italia il 10 gennaio 2019.
È stato selezionato per rappresentare l'Uruguay ai premi Oscar 2019 nella categoria Oscar al miglior film in lingua straniera.

## Riconoscimenti
- 2018 - Amiens International Film Festival 
  - Premio del pubblico per il miglior film
- 2018 - Biarritz Film Festival
  - Premio del pubblico per il miglior film
- 2018 - Cairo International Film Festival
  - Piramide d'oro per il miglior film
  - Premio FIPRESCI
- 2019 - Premio Goya
  - Migliore sceneggiatura non originale a Álvaro Brechner
  - Candidatura per il miglior attore non protagonista a Antonio de la Torre
  - Candidatura per il miglior film straniero in lingua spagnola